# Премія «Золотий глобус» за найкращу жіночу роль другого плану — кінофільм
Премія «Золотий глобус» за найкращу жіночу роль другого плану у кінофільмі вручається щорічно з 1944 року. Впродовж свого існування нагорода неодноразово змінювала свою офіційну назву. З 2005 року і дотепер вживається сучасна назва.
Нижче наведений повний список переможниць і номінанток.
Імена переможниць виділені окремим кольором.

## 2000—2009
| Рік  | Премія | Світлини переможниць                                            | Переможниці та номінантки                                       |
| ---- | ------ | --------------------------------------------------------------- | --------------------------------------------------------------- |
| 2000 | 57-ма  |                                                                 | • Анджеліна Джолі — «Перерване життя» за роль Лізи Роу          |
| 2000 | 57-ма  | • Кемерон Діас — «Бути Джоном Малковичем» за роль Лотти Шварц   |                                                                 |
| 2000 | 57-ма  | • Кетрін Кінер — «Бути Джоном Малковичем» за роль Максін Ланд   |                                                                 |
| 2000 | 57-ма  | • Саманта Мортон — «Приємний та мерзенний» за роль Гатті        |                                                                 |
| 2000 | 57-ма  | • Наталі Портман — «Будь-де, аби не тут» за роль Енн Огест      |                                                                 |
| 2000 | 57-ма  | • Хлоя Севіньї — «Хлопці не плачуть» за роль Лани Тісдел        |                                                                 |
| 2001 | 58-ма  |                                                                 | • Кейт Гадсон — «Майже знамениті» за роль Пенні Лейн            |
| 2001 | 58-ма  | • Джуді Денч — «Шоколад» за роль Арманди Вуазен                 |                                                                 |
| 2001 | 58-ма  | • Френсіс МакДорманд — «Майже знамениті» за роль Елейн Міллер   |                                                                 |
| 2001 | 58-ма  | • Джулі Волтерс — «Біллі Елліот» за роль Сандри Вілкінсон       |                                                                 |
| 2001 | 58-ма  | • Кетрін Зета-Джонс — «Трафік» за роль Гелени Айяла             |                                                                 |
| 2002 | 59-та  |                                                                 | • Дженніфер Коннеллі — «Ігри розуму» за роль Алісії Неш         |
| 2002 | 59-та  | • Кемерон Діас — «Ванільне небо» за роль Джулії Джіані          |                                                                 |
| 2002 | 59-та  | • Гелен Міррен — «Госфорд-парк» за роль Місіс Вілсон            |                                                                 |
| 2002 | 59-та  | • Меггі Сміт — «Госфорд-парк» за роль Констанції Трентем        |                                                                 |
| 2002 | 59-та  | • Маріса Томей — «У спальні» за роль Наталі Страут              |                                                                 |
| 2002 | 59-та  | • Кейт Вінслет — «Айріс» за роль Айріс Мердок                   |                                                                 |
| 2003 | 60-та  |                                                                 | • Меріл Стріп — «Адаптація» за роль Сьюзен Орлеан               |
| 2003 | 60-та  | • Кеті Бейтс — «Про Шмідта» за роль Роберти Герцель             |                                                                 |
| 2003 | 60-та  | • Кемерон Діас — «Банди Нью-Йорка» за роль Дженні Евердін       |                                                                 |
| 2003 | 60-та  | • Квін Латіфа — «Чикаго» за роль Матрон Мортон                  |                                                                 |
| 2003 | 60-та  | • Сьюзен Серендон — «Ігбі йде на дно» за роль Мімі Слокам       |                                                                 |
| 2004 | 61-ша  |                                                                 | • Рене Зеллвегер — «Холодна гора» за роль Рубі Тьюс             |
| 2004 | 61-ша  | • Марія Белло — «Невдаха» за роль Наталі Белізаріо              |                                                                 |
| 2004 | 61-ша  | • Патрісія Кларксон — «Свято Ейпріл» за роль Джой Бернс         |                                                                 |
| 2004 | 61-ша  | • Гоуп Девіс — «Американська велич» за роль Джойс Бребнер       |                                                                 |
| 2004 | 61-ша  | • Голлі Гантер — «Тринадцять» за роль Мелані Фріленд            |                                                                 |
| 2005 | 62-га  |                                                                 | • Наталі Портман — «Близькість» за роль Еліс Ейрс / Джейн Джонс |
| 2005 | 62-га  | • Кейт Бланшетт — «Авіатор» за роль Кетрін Гепберн              |                                                                 |
| 2005 | 62-га  | • Лора Лінні — «Кінсі» за роль Клари Макміллен                  |                                                                 |
| 2005 | 62-га  | • Вірджинія Медсен — «На узбіччі» за роль Маї Рендел            |                                                                 |
| 2005 | 62-га  | • Меріл Стріп — «Маньчжурський кандидат» за роль Елеанор Шоу    |                                                                 |
| 2006 | 63-тя  |                                                                 | • Рейчел Вайс — «Відданий садівник» за роль Тесси Квейл         |
| 2006 | 63-тя  | • Скарлетт Йоганссон — «Матч-пойнт» за роль Ноли Райс           |                                                                 |
| 2006 | 63-тя  | • Ширлі Маклейн — «Хочу бути тобою» за роль Елли Гірш           |                                                                 |
| 2006 | 63-тя  | • Френсіс Макдорманд — «Північна країна» за роль Глорії Додж    |                                                                 |
| 2006 | 63-тя  | • Мішель Вільямс — «Горбата гора» за роль Альми Бірс            |                                                                 |
| 2007 | 64-та  |                                                                 | • Дженніфер Гадсон — «Дівчата мрії» за роль Джуд Квін           |
| 2007 | 64-та  | • Адріана Барраса — «Вавилон» за роль Амелії                    |                                                                 |
| 2007 | 64-та  | • Кейт Бланшетт — «Скандальний щоденник» за роль Шеби Гарт      |                                                                 |
| 2007 | 64-та  | • Емілі Блант — «Диявол носить Прада» за роль Емілі Чарлтон     |                                                                 |
| 2007 | 64-та  | • Рінко Кікуті — «Вавилон» за роль Тіеко Ватая                  |                                                                 |
| 2008 | 65-та  |                                                                 | • Кейт Бланшетт — «Мене там немає» за роль Джуд Квінн           |
| 2008 | 65-та  | • Джулія Робертс — «Війна Чарлі Вілсона» за роль Джоанн Геррінґ |                                                                 |
| 2008 | 65-та  | • Сірша Ронан — «Спокута» за роль Брайоні Талліс                |                                                                 |
| 2008 | 65-та  | • Емі Раян — «Бувай, дитинко, бувай» за роль Гелен МакКріді     |                                                                 |
| 2008 | 65-та  | • Тільда Свінтон — «Майкл Клейтон» за роль Карен Кравдер        |                                                                 |
| 2009 | 66-та  |                                                                 | • Кейт Вінслет — «Читець» за роль Ганни Шміц                    |
| 2009 | 66-та  | • Емі Адамс — «Сумнів» за роль сестри Джеймс                    |                                                                 |
| 2009 | 66-та  | • Пенелопа Крус — «Вікі Крістіна Барселона» за роль Марії-Елена |                                                                 |
| 2009 | 66-та  | • Віола Девіс — «Сумнів» за роль місіс Міллер                   |                                                                 |
| 2009 | 66-та  | • Маріса Томей — «Реслер» за роль Кессіді                       |                                                                 |

## 2010—2019
| Рік  | Премія | Світлини переможниць                                                         | Переможниці та номінантки                                               |
| ---- | ------ | ---------------------------------------------------------------------------- | ----------------------------------------------------------------------- |
| 2010 | 67-ма  |                                                                              | • Мо'Нік — «Скарб» за Мері Лі Джонстон                                  |
| 2010 | 67-ма  | • Пенелопа Крус — «Дев'ять» за роль Карли                                    |                                                                         |
| 2010 | 67-ма  | • Віра Фарміґа — «Вище неба» за роль Алекс Горан                             |                                                                         |
| 2010 | 67-ма  | • Анна Кендрік — «Вище неба» за роль Наталі Кінер                            |                                                                         |
| 2010 | 67-ма  | • Джуліанн Мур — «Самотній чоловік» за роль Чарлі Міллер                     |                                                                         |
| 2011 | 68-ма  |                                                                              | • Мелісса Лео — «Боєць» за роль Еліс Еклунд                             |
| 2011 | 68-ма  | • Емі Адамс — «Боєць» за роль Шарлін Флемінг                                 |                                                                         |
| 2011 | 68-ма  | • Гелена Бонем Картер — «Король говорить!» за роль королеви Єлизавети        |                                                                         |
| 2011 | 68-ма  | • Міла Куніс — «Чорний лебідь» за роль Лілі                                  |                                                                         |
| 2011 | 68-ма  | • Джекі Вівер — «За законами вовків» за роль Джанін «Смурф» Коді             |                                                                         |
| 2012 | 69-та  |                                                                              | • Октавія Спенсер — «Прислуга» за роль Мінні Джексон                    |
| 2012 | 69-та  | • Береніс Бежо — «Артист» за роль Пеппі Міллер                               |                                                                         |
| 2012 | 69-та  | • Джессіка Честейн — «Прислуга» за роль Селії Фут                            |                                                                         |
| 2012 | 69-та  | • Джанет Мактір — «Альберт Ноббс» за роль Г'юберт Пейдж                      |                                                                         |
| 2012 | 69-та  | • Шейлін Вудлі — «Нащадки» за роль Олександри Кінг                           |                                                                         |
| 2013 | 70-та  |                                                                              | • Енн Гетевей — «Знедолені» за роль Фонтін                              |
| 2013 | 70-та  | • Емі Адамс — «Майстер» за роль Пеґґі Додд                                   |                                                                         |
| 2013 | 70-та  | • Саллі Філд — «Лінкольн» за роль Мері Тодд Лінкольн                         |                                                                         |
| 2013 | 70-та  | • Гелен Гант — «Сурогат» за роль Шерил Коен Грін                             |                                                                         |
| 2013 | 70-та  | • Ніколь Кідман — «Газетяр» за роль Шарлотти Блесс                           |                                                                         |
| 2014 | 71-ша  |                                                                              | • Дженніфер Лоуренс — «Американська афера» за роль Розаліни Розенфельд  |
| 2014 | 71-ша  | • Саллі Гокінз — «Жасмін» за роль Джинджер                                   |                                                                         |
| 2014 | 71-ша  | • Люпіта Ніонго — «12 років рабства» за роль Патсі                           |                                                                         |
| 2014 | 71-ша  | • Джулія Робертс — «Серпень: Графство Осейдж» за роль Барбари Вестон-Фордгем |                                                                         |
| 2014 | 71-ша  | • Джун Сквібб — «Небраска» за роль Кейт Ґрант                                |                                                                         |
| 2015 | 72-га  |                                                                              | • Патриція Аркетт — «Юність» за роль Олівії Еванс                       |
| 2015 | 72-га  | • Джессіка Честейн — «Найжорстокіший рік» за роль Анни Моралес               |                                                                         |
| 2015 | 72-га  | • Кіра Найтлі — «Імітаційна гра» за роль Джоан Кларк                         |                                                                         |
| 2015 | 72-га  | • Меріл Стріп — «У темному-темному лісі» за роль відьми                      |                                                                         |
| 2015 | 72-га  | • Емма Стоун — «Бердмен» за роль Сем Томпсон                                 |                                                                         |
| 2016 | 73-тя  |                                                                              | • Кейт Вінслет — «Стів Джобс» за роль Джоанни Гофман                    |
| 2016 | 73-тя  | • Дженніфер Джейсон Лі — «Мерзенна вісімка» за роль Дейзі Домерг             |                                                                         |
| 2016 | 73-тя  | • Гелен Міррен — «Трамбо» за роль Гедда Гоппер                               |                                                                         |
| 2016 | 73-тя  | • Джейн Фонда — «Юність» за роль Бренди Морель                               |                                                                         |
| 2016 | 73-тя  | • Алісія Вікандер — «Ex Machina» за роль Ави                                 |                                                                         |
| 2017 | 74-та  |                                                                              | • Віола Девіс — «Паркани» за роль Роуз Макссон                          |
| 2017 | 74-та  | • Мішель Вільямс — «Манчестер біля моря» за роль Ренді                       |                                                                         |
| 2017 | 74-та  | • Наомі Гарріс — «Місячне сяйво» за роль Паули                               |                                                                         |
| 2017 | 74-та  | • Ніколь Кідман — «Лев» за роль Сью Брірлі                                   |                                                                         |
| 2017 | 74-та  | • Октавія Спенсер — «Приховані фігури» за роль Дороті Вон                    |                                                                         |
| 2018 | 75-та  |                                                                              | • Еллісон Дженні — «Я, Тоня» за роль Лавони Голден                      |
| 2018 | 75-та  | • Мері Джей Блайдж — «Ферма "Мадбаунд"» за роль Флоренс Джексон              |                                                                         |
| 2018 | 75-та  | • Лорі Меткалф — «Леді-Птаха» за роль Меріон Макферсон                       |                                                                         |
| 2018 | 75-та  | • Октавія Спенсер — «Форма води» за роль Зельди Фуллер                       |                                                                         |
| 2018 | 75-та  | • Хонг Чау — «Зменшення» за роль Гун Цзян                                    |                                                                         |
| 2019 | 76-та  |                                                                              | • Реджина Кінг — «Якби Біл-стріт могла заговорити» за роль Шерон Ріверс |
| 2019 | 76-та  | • Емі Адамс — «Влада» за роль Лінн Чейні                                     |                                                                         |
| 2019 | 76-та  | • Клер Фой — «Перша людина» за роль Дженет Шерон Армстронґ                   |                                                                         |
| 2019 | 76-та  | • Емма Стоун — «Фаворитка» за роль Ебігейл Мешем                             |                                                                         |
| 2019 | 76-та  | • Рейчел Вайс — «Фаворитка» за роль Сари Черчилль                            |                                                                         |

## 2020—2029
| Рік  | Премія | Світлини переможниць                                                | Переможниці та номінантки                                             |
| ---- | ------ | ------------------------------------------------------------------- | --------------------------------------------------------------------- |
| 2020 | 77-ма  |                                                                     | • Лора Дерн — «Шлюбна історія» за роль Нори Феншоу                    |
| 2020 | 77-ма  | • Кеті Бейтс — «Річард Джуелл» за роль Барбари Джуелл               |                                                                       |
| 2020 | 77-ма  | • Аннетт Бенінг — «Доповідь» за роль Даян Файнштайн                 |                                                                       |
| 2020 | 77-ма  | • Дженніфер Лопес — «Шахрайки з Волл-стріт» за роль Рамони Вега     |                                                                       |
| 2020 | 77-ма  | • Марго Роббі — «Сенсація» за роль Кайли Поспісіл                   |                                                                       |
| 2021 | 78-ма  |                                                                     | • Джоді Фостер — «Мавританець» за роль Ненсі Холландер                |
| 2021 | 78-ма  | • Гленн Клоуз — «Сільська елегія» за роль Бонні Венс                |                                                                       |
| 2021 | 78-ма  | • Олівія Колман — «Батько» за роль Енн                              |                                                                       |
| 2021 | 78-ма  | • Аманда Сейфрід — «Манк» за роль Меріон Дейвіс                     |                                                                       |
| 2021 | 78-ма  | • Гелена Ценґель — «Новини світу» за роль Йогани Леонбергер         |                                                                       |
| 2022 | 79-та  |                                                                     | • Аріана ДеБос — «Вестсайдська історія» за роль Аніти                 |
| 2022 | 79-та  | • Каітріона Белфі — «Белфаст» за роль Ма                            |                                                                       |
| 2022 | 79-та  | • Кірстен Данст — «У руках пса» за роль Роуз                        |                                                                       |
| 2022 | 79-та  | • Онжаню Елліс — «Король Річард» за роль Орацен "Бренді" Прайс      |                                                                       |
| 2022 | 79-та  | • Рут Негга — «Поміжжя» за роль Клер Белью                          |                                                                       |
| 2023 | 80-та  |                                                                     | • Анджела Бассетт — «Чорна пантера: Ваканда назавжди» за роль Рамонди |
| 2023 | 80-та  | • Керрі Кондон — «Банши Інішерина» за роль Шівон Салліван           |                                                                       |
| 2023 | 80-та  | • Джеймі Лі Кертіс — «Все завжди і водночас» за роль Дейдри Бобейбр |                                                                       |
| 2023 | 80-та  | • Доллі де Леон — «Трикутник смутку» за роль Ебігейл                |                                                                       |
| 2023 | 80-та  | • Кері Малліган — «Вона сказала» за роль Меган Туї                  |                                                                       |
| 2024 | 81-ша  |                                                                     | • Да'Він Джой Рендольф — «Залишені» за роль Мері Лемб                 |
| 2024 | 81-ша  | • Емілі Блант — «Оппенгеймер» за роль Кетрін Оппенгеймер            |                                                                       |
| 2024 | 81-ша  | • Джоді Фостер — «Наяд» за роль Бонні Столл                         |                                                                       |
| 2024 | 81-ша  | • Джуліанн Мур — «Травень, грудень» за роль Грейс Атертон-Ю         |                                                                       |
| 2024 | 81-ша  | • Розамунд Пайк — «Солтберн» за роль Елсбет Кеттон                  |                                                                       |
| 2024 | 81-ша  | • Даніель Брукс — «Барва пурпурова» за роль Софії Джонсон           |                                                                       |
| 2025 | 82-га  |                                                                     | • Зої Салдана — «Емілія Перес» за роль Ріти Моро Кастро               |
| 2025 | 82-га  | • Селена Гомес — «Емілія Перес» за роль Джессі Дель Монте           |                                                                       |
| 2025 | 82-га  | • Аріана Гранде — «Wicked: Чародійка» за роль Ґлінди                |                                                                       |
| 2025 | 82-га  | • Фелісіті Джонс — «Бруталіст» за роль Ержебет Тот                  |                                                                       |
| 2025 | 82-га  | • Марґарет Кволлі — «Субстанція» за роль Сью                        |                                                                       |
| 2025 | 82-га  | • Ізабелла Росселліні — «Конклав» за роль сестри Агнес              |                                                                       |